# Daribiti n°1
Daribiti n°1, également orthographié Darbiti, Darbiti 1, Darbity, Darbity 1, Daribity 1 ou Daribiti 1, est un village situé dans le département de Kongoussi de la province du Bam dans la région du Centre-Nord au Burkina Faso.

## Géographie

### Localisation
Daribiti no 1 est situé à 40 km du chef-lieu de la commune de Kongoussi, notamment dans sa partie ouest.
Daribiti no 1 est limité :
- au nord par le village de Ibis et de Temnaoré
- au sud par le village de Dafiré et de Zingguima
- à l’est par le village de Imiéré
- à l’ouest par le village de Nayalgué et de Oui

### Géologie et relief

#### Relief
Le terroir a une inclinaison générale Sud-Nord. Le relief est soumis à l’érosion. Le village dispose de collines des ravins et de quelques bas-fonds. 

#### Sols
Ce sont des sols peu évolués et peu profonds (inférieurs à 45 cm) à valeur agricole très faible à nulle. Ils sont utilisés à des fins sylvo-pastorales. Les sols ferrugineux tropicaux sont localisés sur les pentes supérieures des collines. Ils sont peu profonds (<45 cm) et proviennent de l'altération des cuirasses. Ce sont des sols à vocation agro-sylvo-pastorale. Les sols sablo-limoneux à argileux sont localisés le long des plans d’eau dans les vallées ou fonds de vallées. Ce sont des sols profonds (supérieurs à 40 cm) à valeur agro-sylvo-pastorale intéressante. Outre ces trois principales unités de sols, on note de façon dispersée la présence de lithosols des plateaux cuirassés. Ce sont des sols où l'on note la quasi absence d’une couche de végétation et de terre. Leur valeur agro-sylvo-pastorale est négligeable. 
De façon générale, on observe une dégradation progressive des différents types de sols. Cette situation rend pratiquement impossible leur exploitation sans des aménagements de protection et de conservation des eaux et des sols et l'apport de matières minérales.

### Climat
Le village appartient au régime tropical soudano-sahélien. Ce climat se traduit par l'alternance de deux saisons : une saison sèche de huit mois comprise entre octobre et mai ; une saison pluvieuse de quatre mois allant de juin à septembre. La pluviométrie varie entre 500 et 800 mm d’eau par an. Cette pluviométrique affecte négativement les récoltes, le couvert végétal et la disponibilité des eaux de surface,.

### Hydrologie

Bouli de Daribiti n°1.

On enregistre des cours d’eau au niveau du village. Ces cours d’eau, principalement alimentés par les précipitations, tarissent en saison sèche. Un cours d’eau a été identifié pour la réalisation d’un bouli avec un périmètre qui sera aménagé pour la maraichéculture. Un autre bas-fond situé à l’ouest du village tarit en saison sèche. Le village devient inaccessible après les fortes pluies,.

### Végétation et faune

#### Végétation
Le caractère semi-désertique du climat du village ne favorise pas l'existence d'une végétation abondante. La végétation originelle est de type savane arborée qui s’est fortement dégradée ces dernières années du fait de la sécheresse et de la forte pression foncière. Les formations végétales naturelles encore présentes sont les reliques de fortes galeries le long des cours d’eau, les savanes et les steppes,. Les principales espèces végétales figurent dans le tableau ci-dessous.
| Nom scientifique        | Nom en français                 | Nom en mooré | Utilisation                                                                                             |
| ----------------------- | ------------------------------- | ------------ | --- |
| Adansonia digitata      | Baobab africain                 | Toeega       | - alimentation humaine (fruits et feuilles) - artisanat (racines) - pharmacopée                         |
| Balanites aegyptiaca    | Dattier du désert               | Kieglga      | - alimentation humaine (fruits et feuilles) - fourrage (feuilles) - bois d'œuvre - pharmacopée          |
| Acacia nilotica         | Gommier rouge                   | Pengendga    | - artisanat (teinture) - fourrage - bois de chauffe - pharmacopée                                       |
| Piliostigma reticulatum | Piliostigma, Bauhinia, Semelier | Bagandé      | - alimentation humaine (feuilles) - fourrage (feuilles et fruits) - bois d'œuvre (fibres) - pharmacopée |
| Tamarindus indica       | Tamarinier                      | Pusga        | - alimentation (fruits et feuilles) - bois de chauffe - pharmacopée                                     |
| Vitellaria paradoxa     | Karité                          | Taâga        | - alimentation humaine (fruits) - fourrage (fruits) - bois de chauffe - bois d'œuvre - pharmacopée      |

#### Faune
Au regard du climat semi-désertique, le village ne regorge que de petits gibiers tels que les lièvres, les singes, les perdrix, les pintades, le chat sauvage, les oiseaux et différents reptiles. La raréfaction des animaux sauvages dans la zone, selon les villageois, est due en grande partie à la diminution du couvert végétal et à la pression de l’homme (braconnage).

## Politique et administration
Darbiti veut dire en langue mooré « peut-être on va rester définitivement ». Les premiers habitants sont venus du Zandoma, l’actuelle province du Zandoma à la suite d'un conflit de chefferie entre deux frères. L’ainé qui fut l’ancêtre du village s’est d’abord installé à Youba et de Youba, il vint à Daribiti n°1 qui était inoccupé. Il cultivait et pratiquait la chasse. Ses femmes trouvaient que le milieu était décent et exigeaient au mari de s’installer définitivement. Le mari accepta et s’installa dans le premier quartier du village nommé Zandoma en souvenir du village paternel. Daribiti n°1 est peuplé uniquement de mossi. Les familles autochtones les plus nombreuses sont les Nabrawa. Les religions par ordre d’importance sont les musulmans (60 %), les catholiques (20 %), les animistes (15 %) et les protestants (5 %). Le village a un chef de village et un chef de terre. Le chef s’occupe de la gestion du pouvoir et le chef de terre s’occupe du foncier et des rites. Le CVD (Conseil Villageois de Développement) est un démembrement de l’autorité moderne chargé de la gestion du village. Les habitants de Daribiti no 1 ne sont pas apparentés aux habitants des villages voisins. Les relations avec les villages voisins se résument aux mariages, funérailles, à l'entraide culturale, l’éducation, la santé, le marché et l’exploitation de site d’orpaillage.

## Population et société

### Données démographiques
Daribiti n°1 compte 1 517 habitants repartis dans 8 quartiers que sont :
- Zandoma avec 327 habitants
- Nakombgo avec 95 habitants
- Tengsobyiri avec 118 habitants
- Tilembougrin avec 58 habitants
- Wedranguin avec 250 habitants
- Bogoyiri avec 259 habitants
- Zong-yargo avec 221 habitants
- Niat-yargo avec 189 habitants

En somme cette population est composée de 608 hommes et 909 femmes. Les enfants dont l’âge est compris entre 0 et 18 ans sont au nombre de 607.
Les derniers chiffres officiels ont enregistré une population de 988 habitants pour Daribiti no 1 en 2006.

### Organisation coutumière et sociale
Le village a un chef de village qui assure la gestion de sa communauté et un chef de terre qui est chargé de la gestion des questions liées à la terre et la gestion des cérémonies sacrificielles.

### Services sociaux

#### Éducation

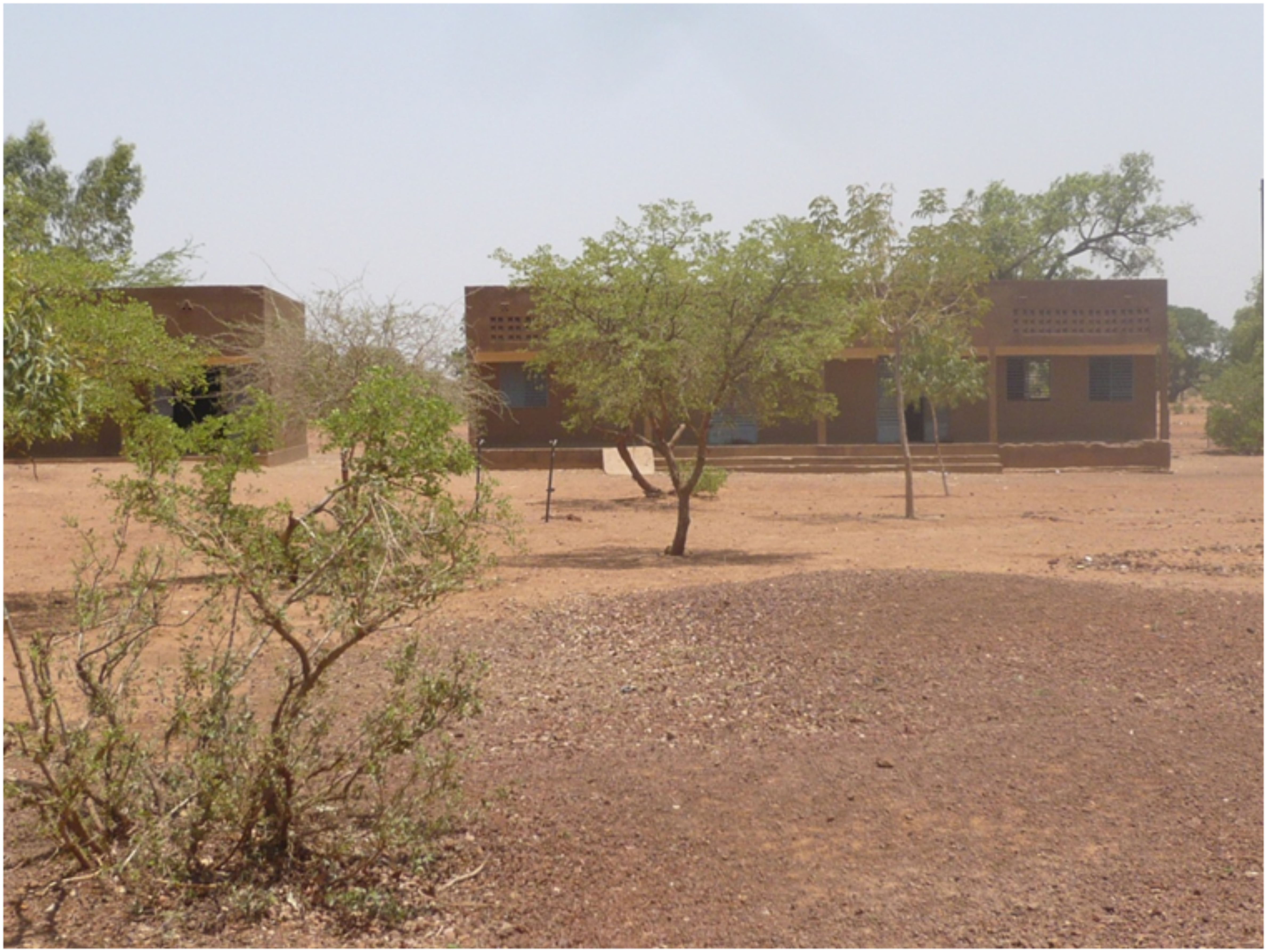
École primaire de Daribiti n°1.

Le village abrite une école à 6 classes avec un effectif de 192 élèves dont 103 filles et 89 garçons. L’école dispose de deux logements en banco, construits par les communautés et d’une cantine. L’insuffisance de logements est un problème pour les enseignants. L’école n’a pas de jardin scolaire.
Il n’y a pas de centre d’alphabétisation dans le village freinant ainsi l’apprentissage de la langue locale moré. Le village ne dispose pas non plus d’un centre de loisirs pour les jeunes. 
NB : Il y a des élèves qui fréquentent le collège d’enseignement général de Temnaoré situé à 3 km du village.

#### Santé
En ce qui concerne la santé, l'accessibilité aux infrastructures (CSPS) est jugée "normale" lorsque la distance est parcourue en 30 minutes, ce qui peut correspondre à environ 2-3 km à pied ou 5 km à vélo.
Daribiti n°1 ne dispose pas de formation sanitaire, ses habitants se soignent au CSPS de Temnaoré qui est à 3 km. De manière générale, les conditions d'accès des ménages aux infrastructures de santé sont relativement bonnes étant-donné la proximité avec Temnaoré. Les principales maladies rencontrées par ordre d’importance dans la communauté sont : le paludisme, les infections respiratoires aiguës, les affections de la peau, les plaies, les affections digestives, les diarrhées, les affections de l’œil et les parasitoses intestinales.

#### Eau et assainissement

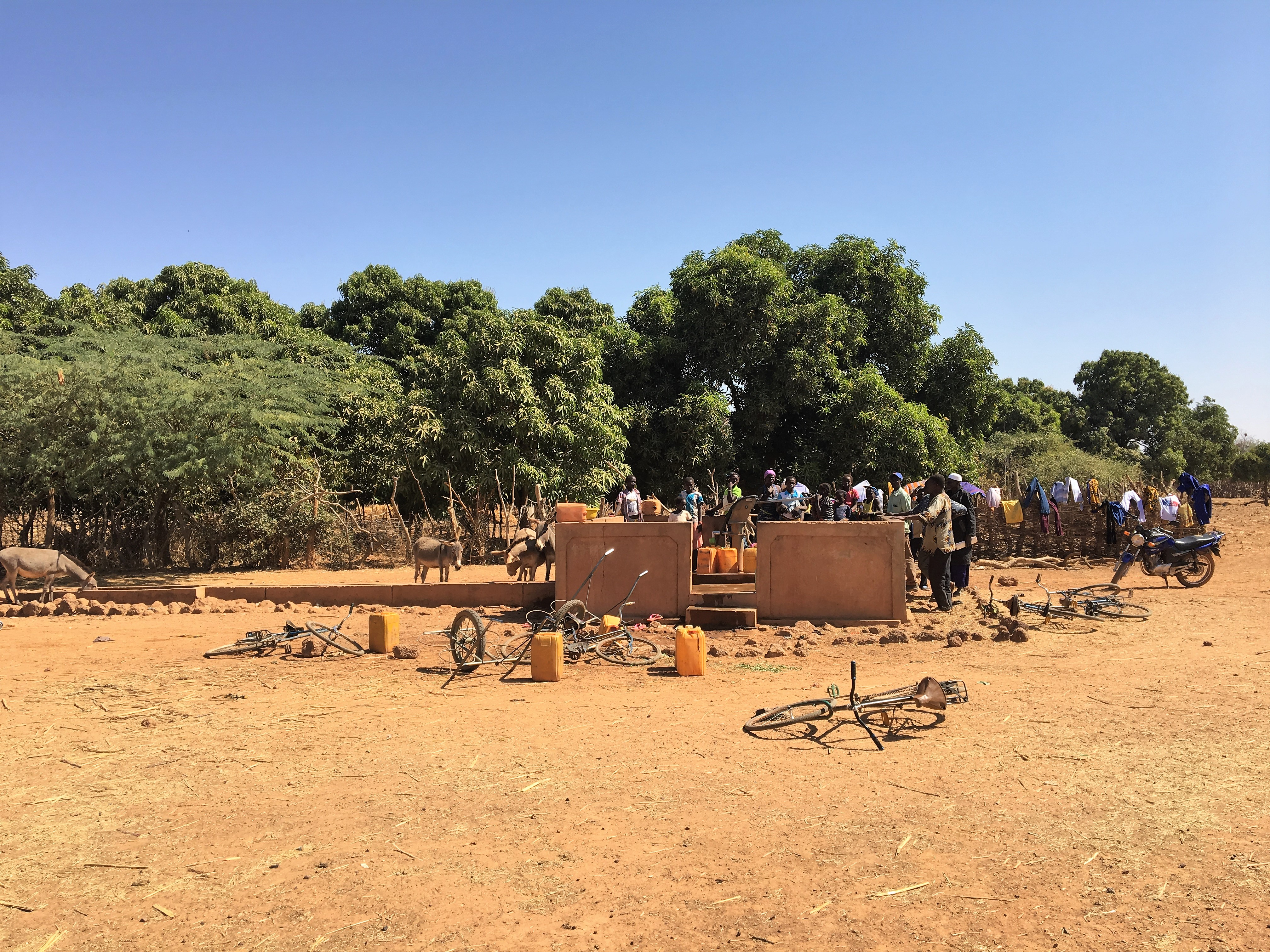
Forage de Daribiti n°1, quartier Tilimbougri.

En ce qui concerne l'approvisionnement en eau potable, l'accessibilité aux forages ou bornes-fontaines est jugée "normale" lorsque la distance est parcourue en 30 minutes, ce qui peut correspondre à environ 1 à 2 km. Par ailleurs un ouvrage doit couvrir une population d'environ 300 habitants.
En matière d’équipement hydraulique, le village renferme 5 forages dont 95 % sont fonctionnels.
Il existe également au sein de la communauté deux puits busés, temporairement utilisés par la population dépendamment de leur régime. 
La communauté renferme une retenue d'eau qui se tarit précocement avec une impossibilité de faire la maraichéculture.
Dans le domaine de l’assainissement le village compte 38 latrines.
Si la question des distances à parcourir constitue le principal paramètre d'accès à l'eau potable, la question du niveau de pression humaine sur les ouvrages n'est pas à négliger.
| Quartiers    | Forages | Latrines familiales | Population |
| ------------ | ------- | ------------------- | ---------- |
| Zandoma      | 2       | 3                   | 327        |
| Nakombgo     | 1       | 3                   | 95         |
| Tengsobyiri  | 0       | 3                   | 118        |
| Tilembougrin | 1       | 7                   | 58         |
| Wedranguin   | 0       | 5                   | 250        |
| Bogoyiri     | 0       | 3                   | 259        |
| Zong-yargo   | 0       | 9                   | 221        |
| Niat-yargo   | 1       | 5                   | 189        |
| TOTAL        | 5       | 38                  | 1517       |

#### Infrastructures religieuses

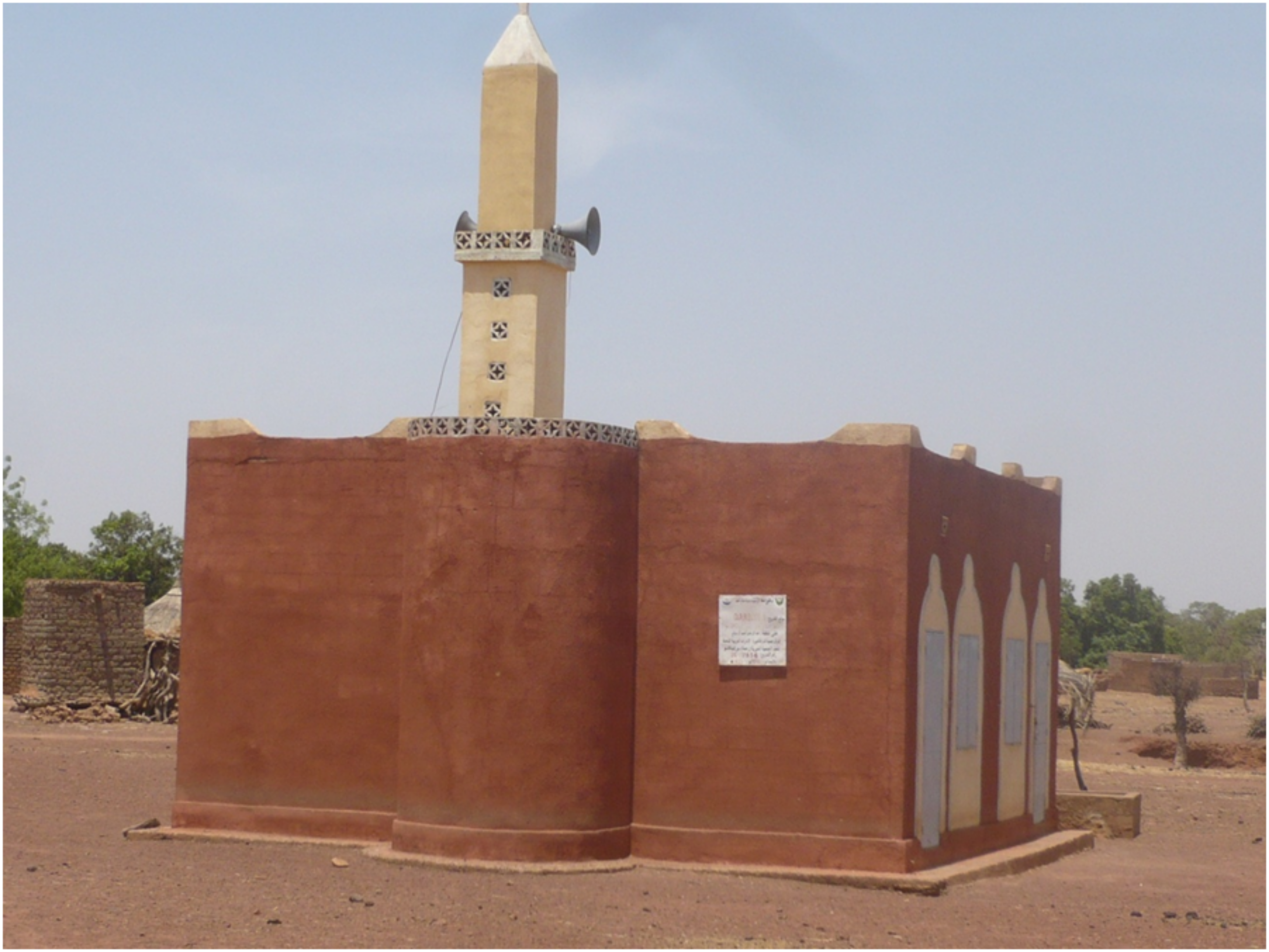
Mosquée de Daribiti n°1.

L'islam est représenté par une mosquée. Le village dispose de quartiers à forte dominance musulmane. Les autres religions n’ont pas d’infrastructures.

## Économie

### Agriculture
L’agriculture constitue la principale activité socio-économique des habitants. L’agriculture pratiquée dans le village est une agriculture de subsistance de type pluviale. Elle est pratiquée de manière extensive. L’agriculture est tributaire des aléas climatiques et expose les populations à l’insécurité alimentaire.
Les principales cultures sont :
- les cultures céréalières : petit-mil, sorgho, maïs.
- les autres cultures vivrières : haricot, maïs, arachide, sésame, pois de terre et d’autres cultures comme le coton, l’oseille, la pastèque, le piment et la patate douce.

Ces cultures se pratiquent dans les champs familiaux qui sont de petites tailles. Les moyens de productions sont la daba. Cependant quelques villageois cultivent avec les ânes et les bœufs. L’agriculture est confrontée à l’érosion et à l’ensablement des sols. Avec l’accroissement de la population les terres cultivables deviennent rares. On note un manque d’encadrement technique pour la production agro-pastorale et un manque de moyens modernes pour l’agriculture. Les manques de terres cultivables et les caprices de la pluviométrie entrainent l’exode des jeunes vers les grandes villes (Ouagadougou et Bobo-Dioulasso) et dans les sites miniers à la recherche de leur bien-être.
| Cultures  | Superficie occupée par rapport à la superficie totale du champ |
| --------- | -------------------------------------------------------------- |
| Petit-mil | 50%                                                            |
| Haricot   | 20%                                                            |
| Maïs      | 10%                                                            |
| Arachide  | 15%                                                            |
| Sésame    | 5%                                                             |

### Élevage
L’élevage constitue la deuxième activité du village. Il s’agit d’un élevage sédentaire pratiqué par les agriculteurs qui entretiennent des troupeaux de petits ruminants et de gros bétails. L’élevage traditionnel est aussi caractérisé par l’élevage des volailles. Il n’existe pas de parc à bétail et le suivi du vétérinaire se fait une seule fois dans l’année. Les producteurs vendent leurs animaux au marché de Temnaoré. L’alimentation du bétail est basée sur le fourrage naturel et les résidus des récoltes. L’insuffisance de pâturage et la rareté de points d’eau pour l’abreuvement des animaux sont des handicaps pour les éleveurs.

### Orpaillage
Le village ne dispose pas de site d’orpaillage. On compte à peu près 200 femmes et 300 enfants qui vont travailler durant la sèche dans les sites des villages voisins comme Zingguima et Imiéré.

### Artisanat
L’artisanat traditionnel est pratiquée dans le village par quelques membres de la communauté et l’on peut citer le tissage, la teinture, la forge, la vannerie et la poterie. N’ayant pas de marché, les produits se vendent au marché de Temnaoré.